# Ricardo Zuloaga
Ricardo Zuloaga Tovar (Caracas, Venezuela, 22 de septiembre de 1867-Ibídem,15 de diciembre de 1932) fue un ingeniero y empresario venezolano responsable de la construcción de la Estación El Encantado, la primera central hidroeléctrica que suministró energía a la ciudad de Caracas.

## Biografía
Ricardo Zuloaga Tovar era hijo del Ingeniero militar Nicomedes Zuloaga Aguirre (1818-1872) y de Anita Tovar y Tovar (1826-1910). Por la rama paterna descendía del primer Zuloaga que emigró a Venezuela procedente de Azpeitía, en Guipúzcoa, y se llamaba Juan Lorenzo Zuloaga y Ugarte, quien se casó con Rosa María de Rojas Queipo en San Joaquín (Edo Carabobo) en 1793. Por la rama materna descendía de los de Tovar arraigados desde comienzos de la colonia en el país, por parte de abuela, y de un inmigrante español llamado Antonio Tovar. La madre de Ricardo Zuloaga Tovar era hermana del muralista venezolano del siglo XIX: Martín Tovar y Tovar (1828-1902).
Cursa sus primeras letras en la escuela de Antonia Esteller, completando sus estudios secundarios en el colegio Santa María de Agustín Aveledo, donde es discípulo de Manuel María Urbaneja.
Mientras cursa la carrera de ingeniería en la Universidad Central de Venezuela, participa en las protestas estudiantiles contra el regreso al poder del general Antonio Guzmán Blanco (1886) y es apresado por poco tiempo. Se graduó en Ingeniería Civil en 1887. Se le atribuye al inicio de su vida profesional  la construcción de una capilla y un puente. Se muda a Puerto Cabello para instalar una fábrica de hielo con Manuel Felipe de Guruceaga, pero el negocio no conoció la prosperidad y Zuloaga regresó a Caracas en 1890,consiguiendo empleo en la Cervecería Nacional
En 1891, tras consultar una publicación científica en la que relataba el éxito del transporte de electricidad a distancia que había ideado Michael von Dolivo Bobriwoski, en Alemania, específicamente entre las ciudades Frankfurt y Lauffen, decide emprender un proyecto similar en Venezuela.Ese mismo año viaja a Europa para investigar la factibilidad de un proyecto similar en el país y regresa en 1892 con la representación de los mecheros Auer para el alumbrado de gas y con la idea de establecer una empresa suministradora de electricidad.
El 19 de julio de 1895, compra una porción de tierra en el sitio El Encantado, cerca de Santa Lucía en los valles del Tuy, con el fin de instalar una estación hidroeléctrica y el 12 de noviembre de 1895, constituye la empresa La Electricidad de Caracas, con un capital inicial de Bs. 500.000, de la cual es gerente general hasta su muerte. 
El 8 de agosto de 1897 se inauguró la planta hidroeléctrica de El Encantado, cuyas turbinas eran movidas por las aguas del río Guaire, con una capacidad de 420 kW. Al acto asitieron el presidente de la República, Joaquín Crespo y sus ministros de Obras Públicas, Guerra y Marina. Esta instalación generaba la energía necesaria para iluminar la avenida Este de la ciudad y surtir a varios clientes como la Cervecería Nacional y la Compañía del Gas y de la Luz Eléctrica (que hasta 1912 continúo atendiendo el alumbrado público de la capital), así como a algunos de los 72.000 habs. de la Caracas del fin de siglo.Posteriormente, la Electricidad de Caracas también construyó las plantas de Los Naranjos, Mamo y La Lira.
Fundador de la Fábrica Nacional de Papel (1905-1940), introduce en Venezuela la siembra de sisal para la Fábrica Nacional de Fibras y Cordeles, que dirige entre 1912 y 1930. Filántropo, es el primero en implantar en Venezuela comedores escolares gratuitos y funda una escuela en la urbanización El Paraíso (Caracas).
Fallece en Caracas, el 15 de diciembre de 1932, a los 65 años de edad.